# ペヨ

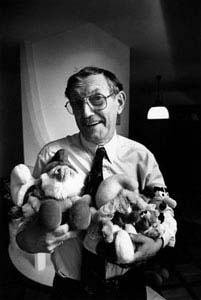
ペヨ、1990年

ペヨ（Peyo, 1928年6月25日 - 1992年12月24日）は、ベルギーのイラストレーター、漫画家である。コミック・ストリップのスマーフで最も良く知られている。本名はピエール・キュリフォール (Pierre Culliford) だが、ペヨという名前で知られている。

## 生涯
ペヨは1928年にブリュッセルでイギリス人の父とベルギー人の母の間に生まれた。
プロとしてのキャリアを始めた初期に、イギリス人の従兄弟Pierrotの名前の間違った発音を元にしてペヨという名前を用い始めた。
ペヨは、ブリュッセルのAcadémie Royale des Beaux-Artsを卒業直後から仕事を始めた。小さなアニメーションスタジオのCompagnie Belge d'Animationで、アンドレ・フランカン、モリス、エディ・パープら、後の同業者と出会った。戦後、スタジオが閉鎖すると、同僚達はデュピュイ社へ移籍したが、数歳若かったペヨは受け入れられなかった。しかし彼は新聞用の初めての漫画La Dernière Heureを製作した他、その他にも多くの宣伝用イラストを描いて収入を得た。1949年から1952年にかけては、ル・ソワール紙に猫を主人公とした漫画Poussyを連載した。同じ新聞では、Johanという作品も連載している。
1952年、フランカンはペヨを1938年にベルギーで発刊したデュピュイ社の子供用漫画雑誌「スピルー」に紹介した。ペヨはPierrotやBenoit Brisefer等の多数のキャラクターや脚本を執筆した。しかし彼の一番のお気に入りは、かつて連載していたJohanの続編となる『ジョアンとピルルイ』Johan et Pirlouitであった。さらにスピルーでは、Poussyの連載も続けた。

### スマーフ
スマーフは、1958年10月23日の『ジョアンとピルルイ』の中で初めて登場した。スマーフの人気が高まってくると、ペヨは1960年代初頭に自身のスタジオを設立し、その中では多数の才能ある漫画家が仕事を始めた。ペヨ自身は仕事を監督した。このスタジオで働いていた著名な漫画家は、Walthery、Wasterlain、Gos、Derib、DegieterやDesorgher等である。
1959年、スマーフは自身の連載を持つようになり、1960年にはさらにSteven StrongとJacky and Celestinという2つが始まった。Will、Yvan Delporte、Roger Leloup等、Marcinelle schoolに所属する多くの漫画家が加わってペヨはますます営業と監督に専念するようになり、実際の執筆には携わらなくなった。息子のThierry Cullifordにはスタジオの運営、娘のVéroniqueにはキャラクター商品の販売に当たらせた 。
1992年、心臓発作によりブリュッセルで死去。64歳没。

## 受賞など
- 1984年に開催されたフランスのアングレーム国際漫画祭では9歳から12歳向けのYouth Prizeを受賞した。
- ペヨの生誕80周年とスマーフの50周年を記念して、2008年に5ユーロ記念硬貨が製作された。
- 小惑星(2944) Peyoはペヨの名前にちなんで命名された[3]。
- ペヨは映画『スマーフ』にこの種の研究者として登場します。